# Juan Carlos Caballero Vega
Juan Carlos Caballero Vega (Stato di Chihuahua, 24 giugno 1900 – Guadalupe, 30 marzo 2010) è stato un rivoluzionario messicano, nonché autista personale di Pancho Villa per due anni.
Svolse questa mansione per più di due anni, poi combatté a fianco dei rivoluzionari dal 1916 al 1923. Dopo la Rivoluzione, Caballero divenne un'icona della libertà in Messico e morì alla straordinaria età di 109 anni. Ciò lo rese uno degli uomini più longevi mai vissuti in Messico.